# Jantarová komnata

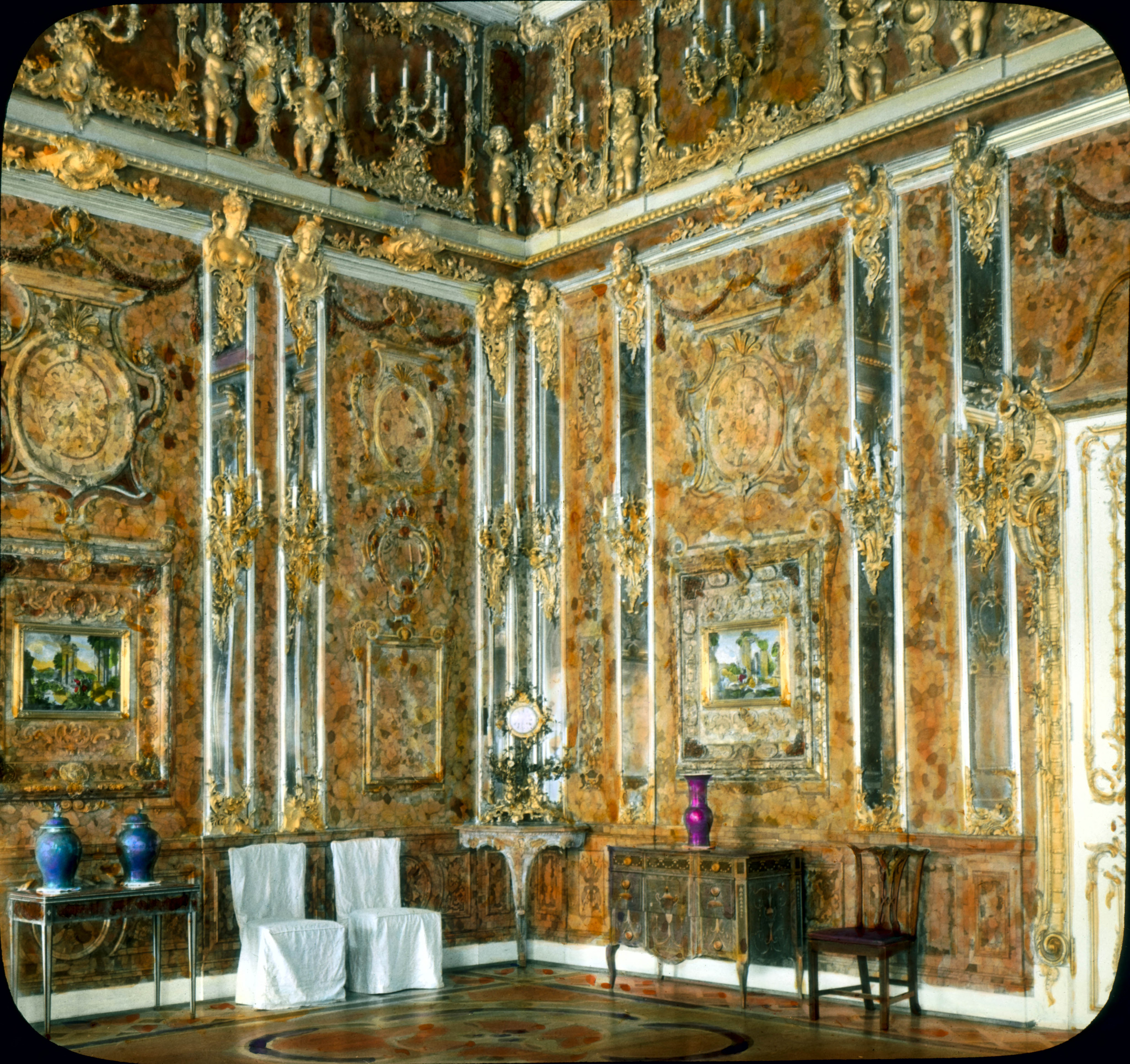
Původní jantarová komnata, 1931

Původní jantarová komnata byla místnost s bohatou nástěnnou výzdobou z jantaru. Byla zhotovena na zakázku pruského krále Fridricha I. v Berlínském zámku. V roce 1716 byla pruským králem Fridrichem Vilémem věnována ruskému caru Petru Velikému. Po téměř dvě stě let se pak nacházela v Kateřinském paláci v Carském Selu poblíž Petrohradu. Od roku 1942 byla vystavena na zámku v německém Königsbergu (Královci), dnes ruském Kaliningradu; od konce druhé světové války je nezvěstná.
V Kateřinském paláci se od roku 2003 nachází věrná kopie jantarové komnaty.

## Vznik

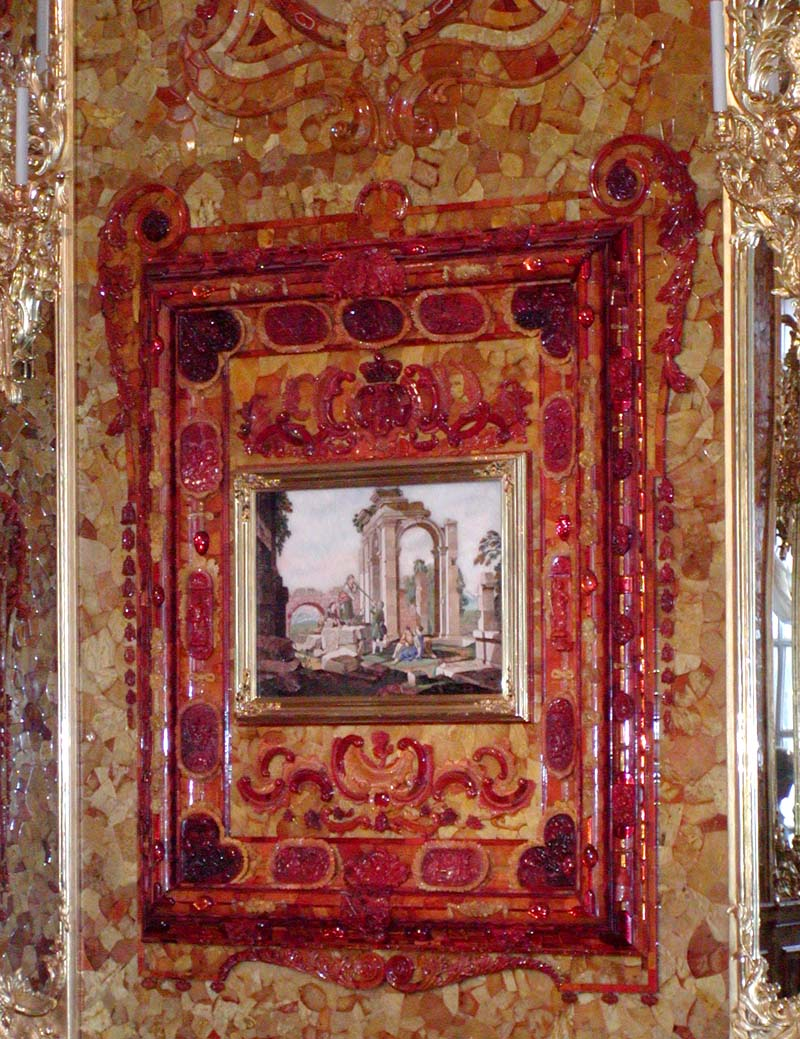
Rekonstruovaná část

Jantarovou komnatu navrhl architekt a sochař Andreas Schlüter; byla původně určená pro zámek Charlottenburg. Jednalo se o celoplošnou nástěnnou výzdobu z jantaru, která byla později označena za osmý div světa. Dánský brusič jantaru Gottfried Wolffram přišel zřejmě již v roce 1701 do Královce na doporučení dánského krále Frederika IV. do služeb Fridricha I. Vzhledem k jeho údajně vysoké ceně byla v roce 1706 práce předána gdaňským brusičům Ernstu Schachtovi a Gottfriedu Turauovi. Zmínky o probíhajících pracích pocházejí ještě z roku 1712, komnata však byla vestavěna do kabinetu vedle Bílého sálu berlínského zámku zřejmě teprve po smrti Friedricha I.
Ruský car Petr Veliký komnatu obdivoval při svojí návštěvě v pruské rezidenci „krále vojáků“, jenž na rozdíl od svého předchůdce neměl příliš pochopení pro tento druh umění, naproti tomu však hledal vysoké muže do své osobní gardy. Tak došlo na důkaz zpečetění aliance k výměně darů - komnata za vojáky s požadovanou mírou. Dcera Petra Velikého, carevna Alžběta, nechala komnatu instalovat nejdříve v zimním paláci v Petrohradu, později v Kateřinském paláci v Carském Selu. Komnatu rozšířil italský architekt Bartolomeo Rastrelli pracující ve službách carského dvora a do konečné velikosti ji upravil doplněním zrcadlových sloupů a pozlacených dřevořezeb.

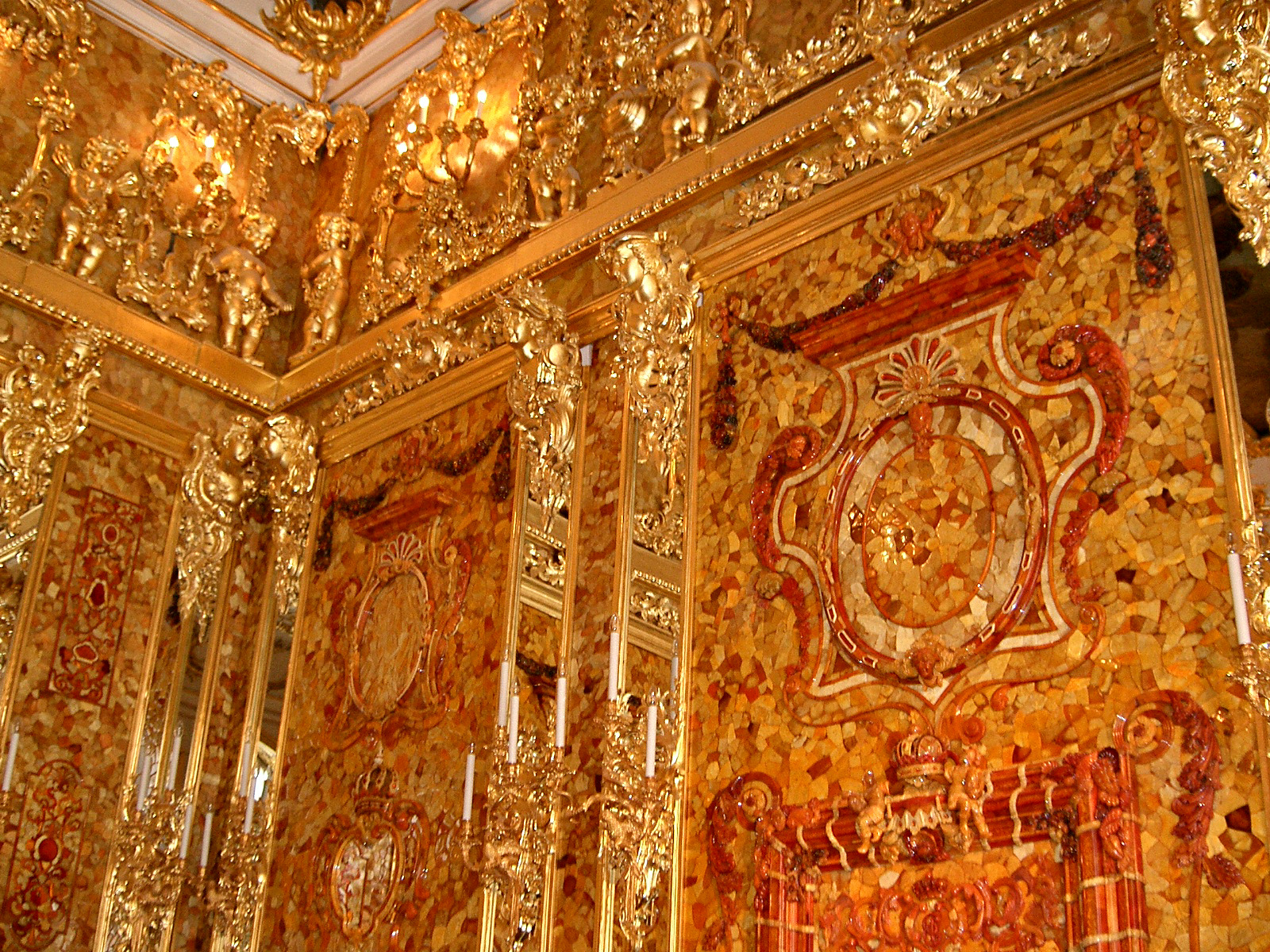
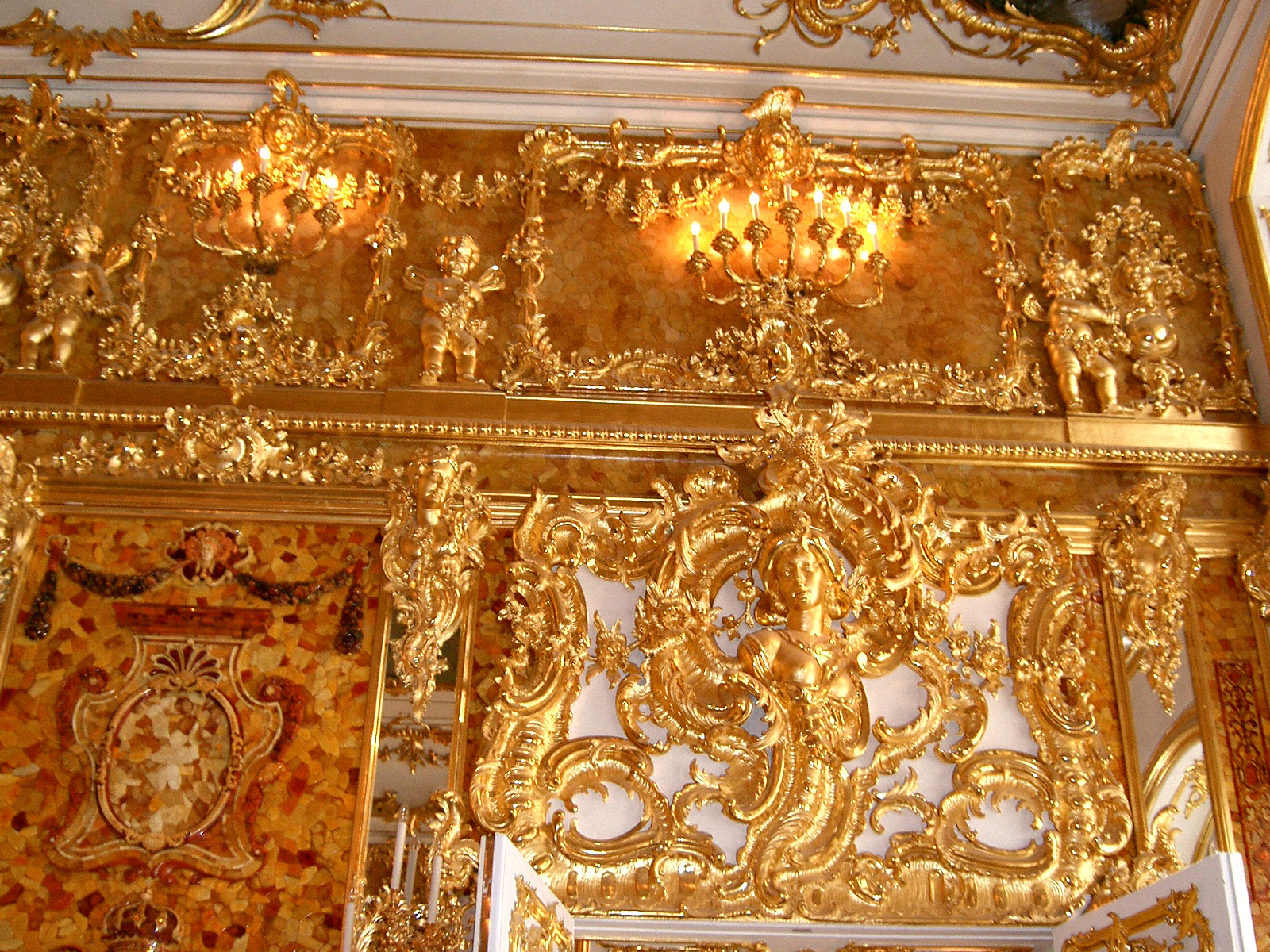
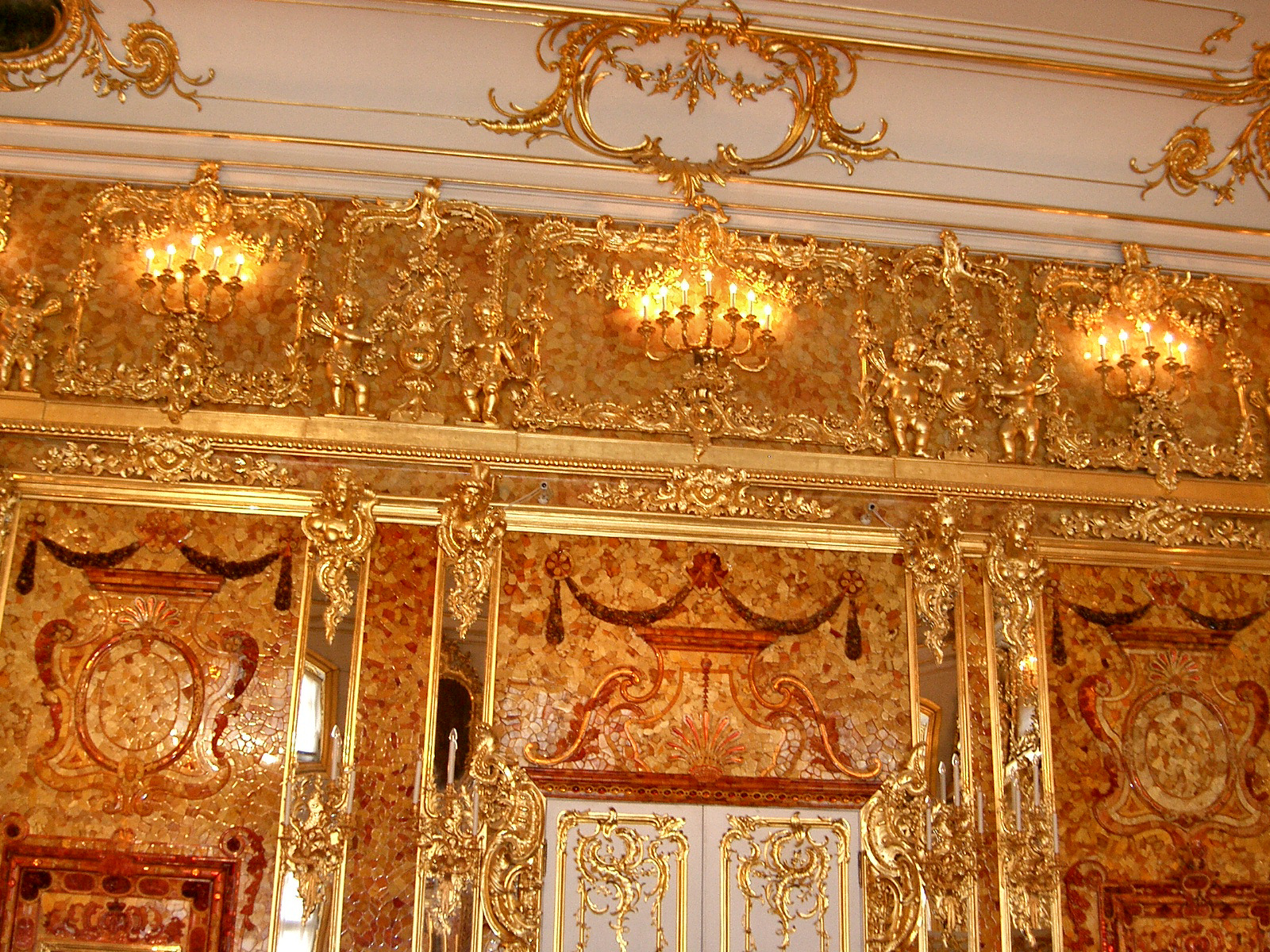
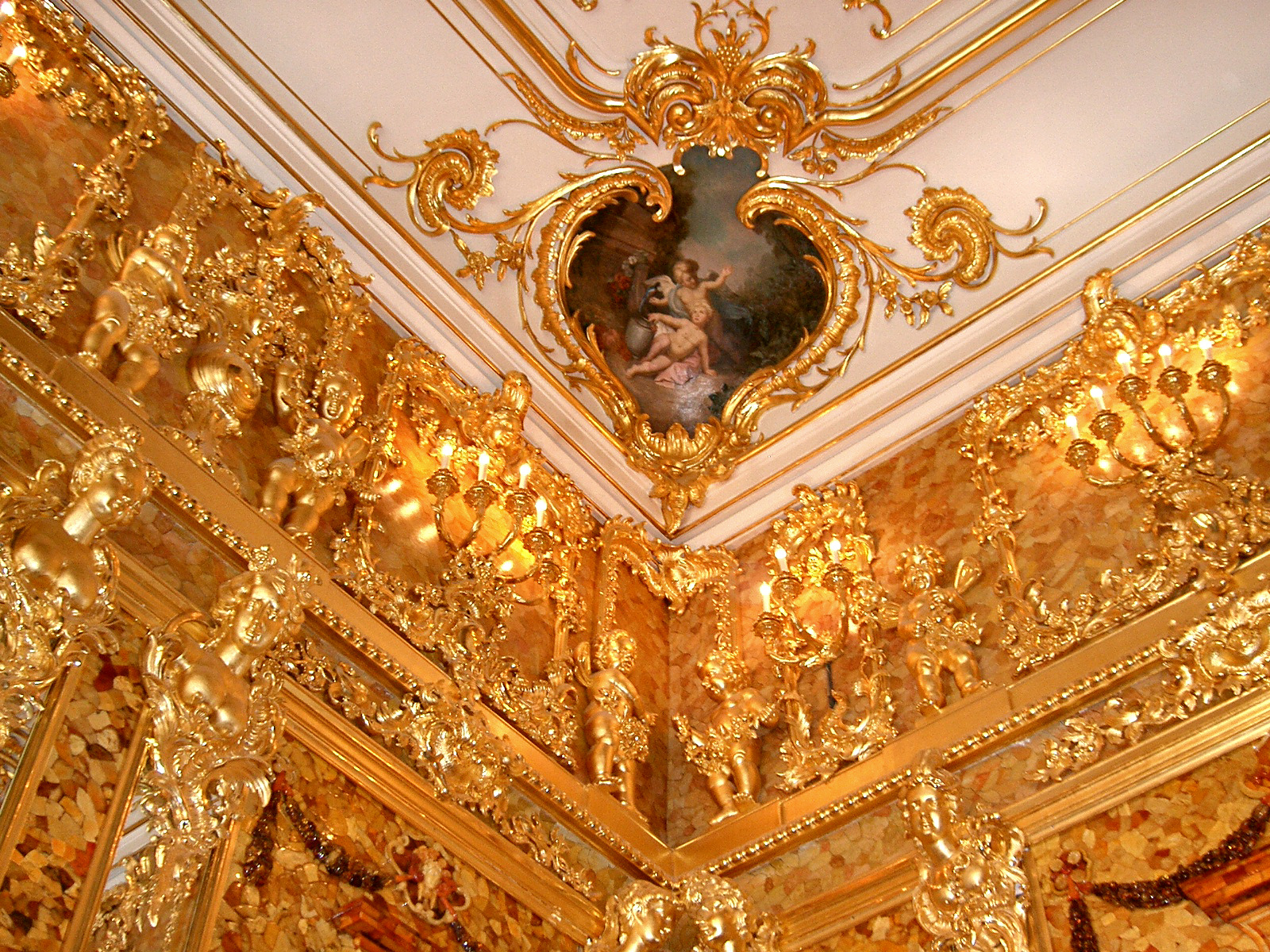

## Osudy za druhé světové války

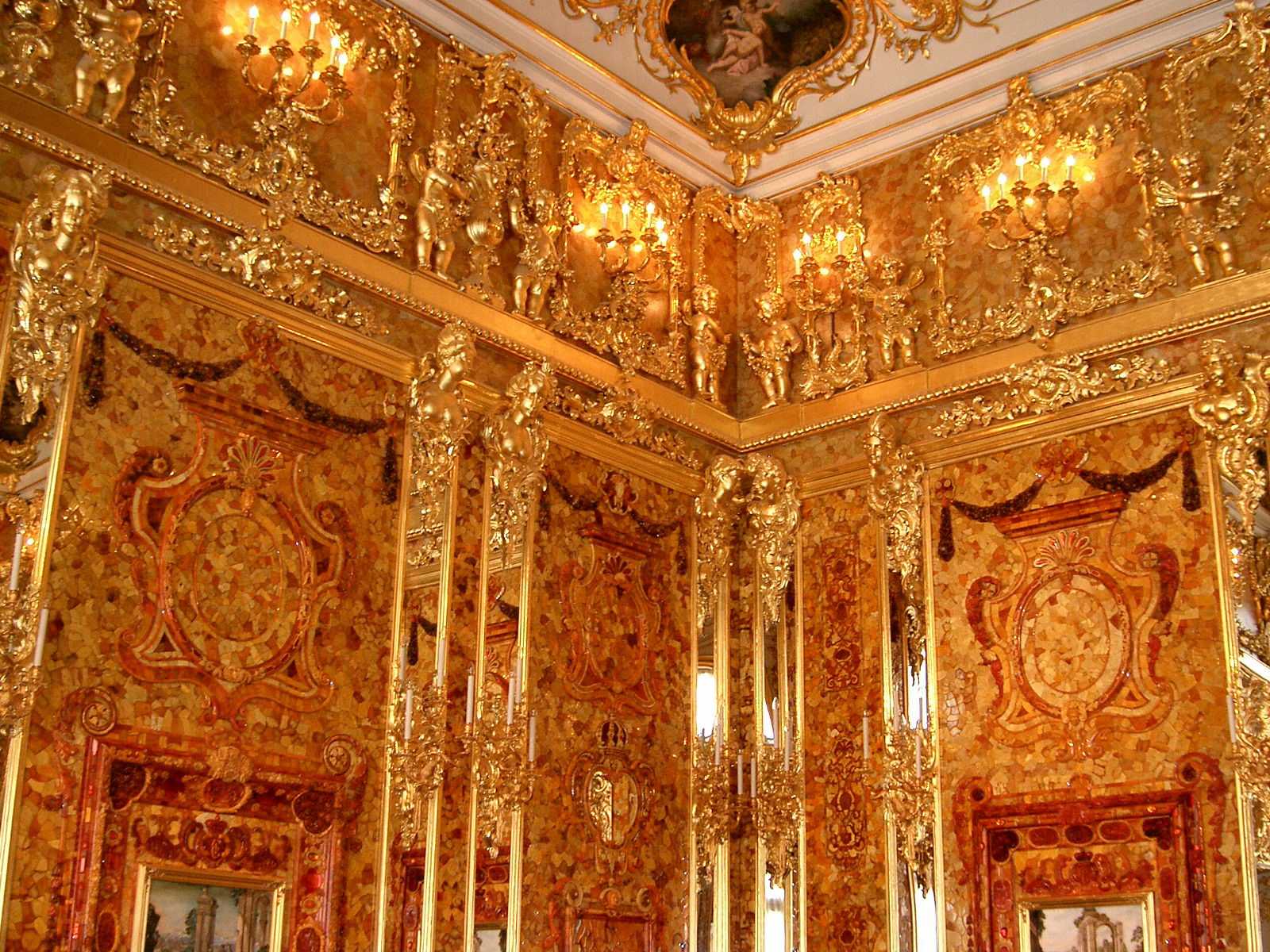
Rekonstruovaná jantarová komnata

V září 1941 Wehrmacht zabavil Kateřinský palác pro účely ubytování. Sovětům se nepodařilo evakuovat nástěnné dekorace, které byly pouze překryty tapetami. Od 14. října 1941 byla jantarová komnata za 36 hodin rozebrána, zabalena do 27 beden a odeslána do Královce, kde se stala součástí Pruské sbírky. 13. listopadu 1941 popisovaly noviny Königsberger Allgemeine Zeitung podrobně výstavu částí jantarové komnaty v zámku v Královci. Také vyšel článek v časopisu Pantheon, z jehož fotografií bylo patrné, že chyběla florentská mozaika. Po požáru jednoho výstavního sálu královeckého zámku v roce 1944 byly nástěnné dekorace sejmuty a pravděpodobně uloženy v bednách ve sklepě královského zámku. Při dvou leteckých náletech koncem srpna 1944 bylo poškozeno šest dekorací soklů. Evakuace obyvatelstva z východopruské válečné oblasti byla zahájena teprve koncem ledna 1945.

## Současné umístění jantarové komnaty
Od roku 1945 je osud jantarové komnaty neznámý. O jejím současném umístění existuje nepřehledné množství tvrzení, domněnek a spekulací. V literatuře je zmíněno několik stovek míst, kde má být ukryta, včetně vraku lodi Wilhelm Gustloff. Po jantarové komnatě již pátrala – zatím bezvýsledně – řada výzkumníků z Německa i jiných zemí. Jisté je pouze to, že jantarová komnata byla naposledy spatřena v Královci. Podle poznatků britských vědců Adriana Levyho a Catherine Scott-Clarkové tam jantarová komnata v roce 1945 byla zničena požárem poté, co město i zámek ovládla sovětská armáda. Toto tvrzení údajně vychází z dříve neznámých archivních dokumentů z pozůstalosti sovětského pověřence pro jantarovou komnatu, Anatolije Kučumova, jiní znalci je ale zpochybňují a podle současného stavu znalostí je považováno za vyvrácené.
Zámek v Královci, ve kterém se jantarová komnata nacházela, byl v roce 1945 silně poškozen. Jeho ruiny byly v roce 1968 na pokyn L. I. Brežněva strženy, aby na jejich místě mohl být postaven Dům sovětů. Tato výšková budova však nebyla z důvodů problémů statiky dokončena, k symbolickému dokončení exteriéru došlo až v roce 2005 (rok po 750. výročí založení města). V roce 2020 bylo rozhodnuto o její demolici, která začala na jaře 2023.
Základy zámku s klenutými sklepy, v nichž byla jantarová komnata údajně uložena, prý dosud zčásti existují. Podle výpovědí zasvěcených se pod obrovským komplexem budov nacházely hluboké sklepní prostory, které dodnes nebyly zpřístupněny. Považuje se proto za možné, že jantarová komnata se dosud nachází v Královci. Naproti tomu existují i spekulace, že ruské úřady chtějí skrývat doklady, podle kterých sověti nemohli zabránit zničení jantarové komnaty.[zdroj?]
Zámek v Královci byl spojen s katedrálou podzemní chodbou. V jejích výklencích byly uschovány cenné předměty. Přístupové cesty byly na konci druhé světové války pravděpodobně zavaleny pomocí výbušnin. Ruská služba pro pomoc při katastrofách se proto rozhodla v roce 2009 poprvé kopat v tomto novém místě (Královecký Expres, březen 2009).

## Nalezené části
Za druhé světové války došlo za nevyjasněných okolností ke krádežím několika málo jednotlivých částí jantarové komnaty. Lze to odvodit ze skutečnosti, že v Německu byla v roce 1997 nalezena komoda a kamenná mozaika. Tyto originální díly z jantarové komnaty vrátila spolková vláda Rusku.

## Rekonstrukce
V Kateřinském paláci probíhaly od roku 1976 práce na rekonstrukci jantarové komnaty, zakládající se hlavně na černobílých fotografiích originálů a na jediné existující barevné fotografii. Po vynucené přestávce z nedostatku prostředků mohly být práce dokončeny díky daru německé firmy Ruhrgas ve výši 3,5 milionů dolarů. V rámci oslav třístého výročí založení Petrohradu byla rekonstruovaná jantarová komnata slavnostně předána veřejnosti 31. května 2003 při ceremonii, kterou vedl spolkový kancléř Gerhard Schröder a ruský prezident Vladimir Putin. Dnes ji lze zhlédnout v Kateřinském paláci.

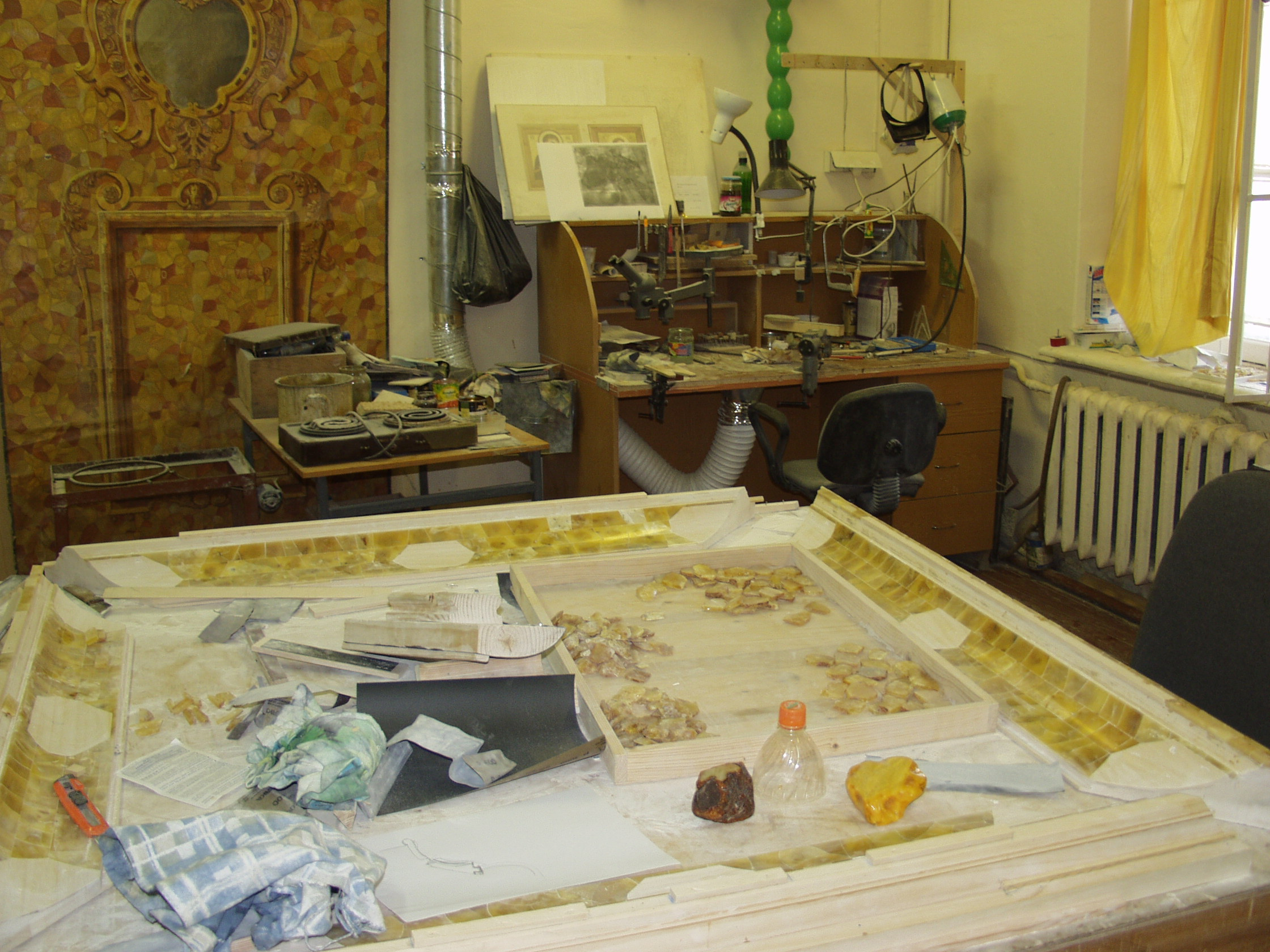
Dílna, v níž probíhala rekonstrukce jantarové komnaty.
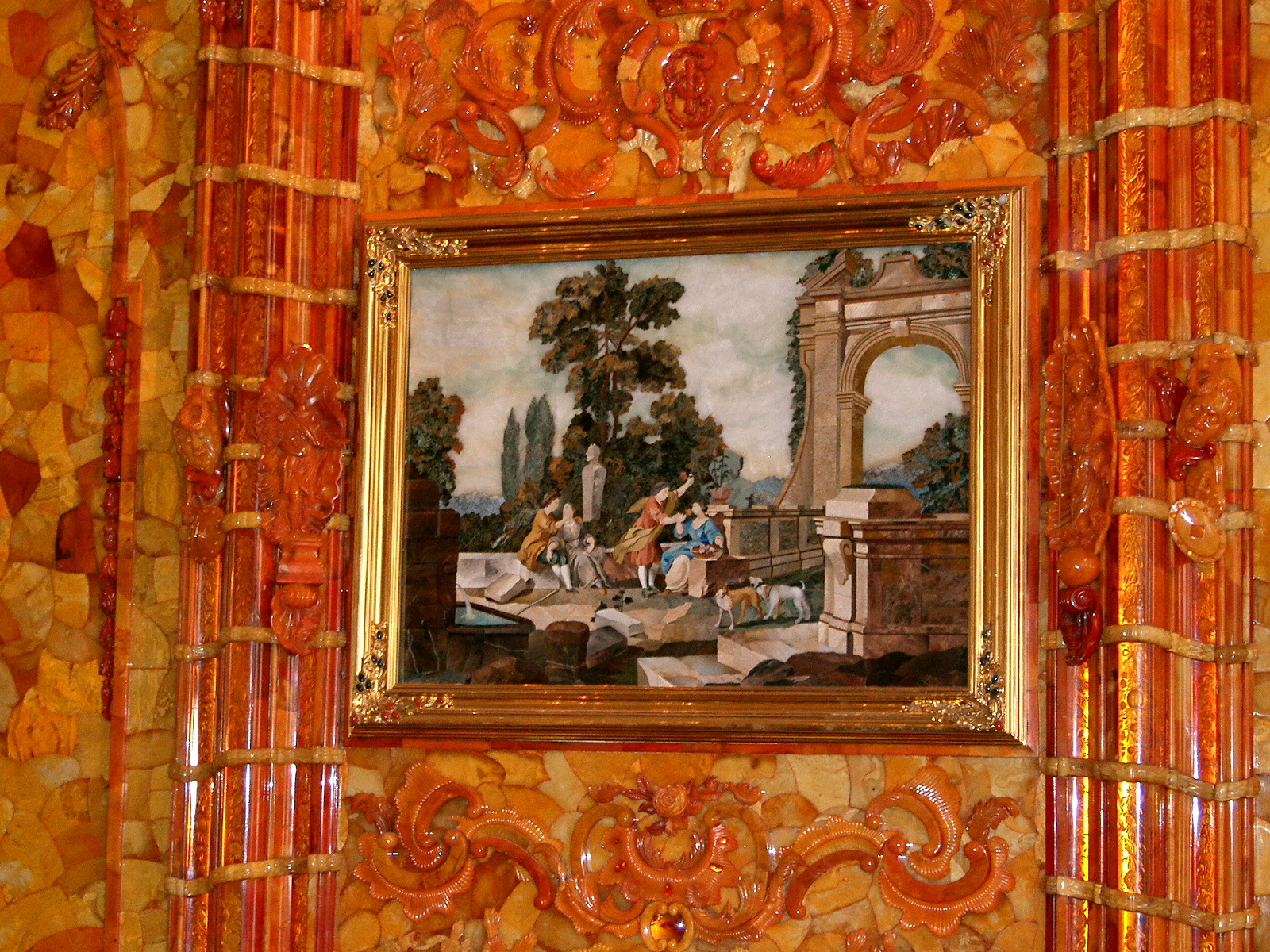
Mozaika Cit a čich.
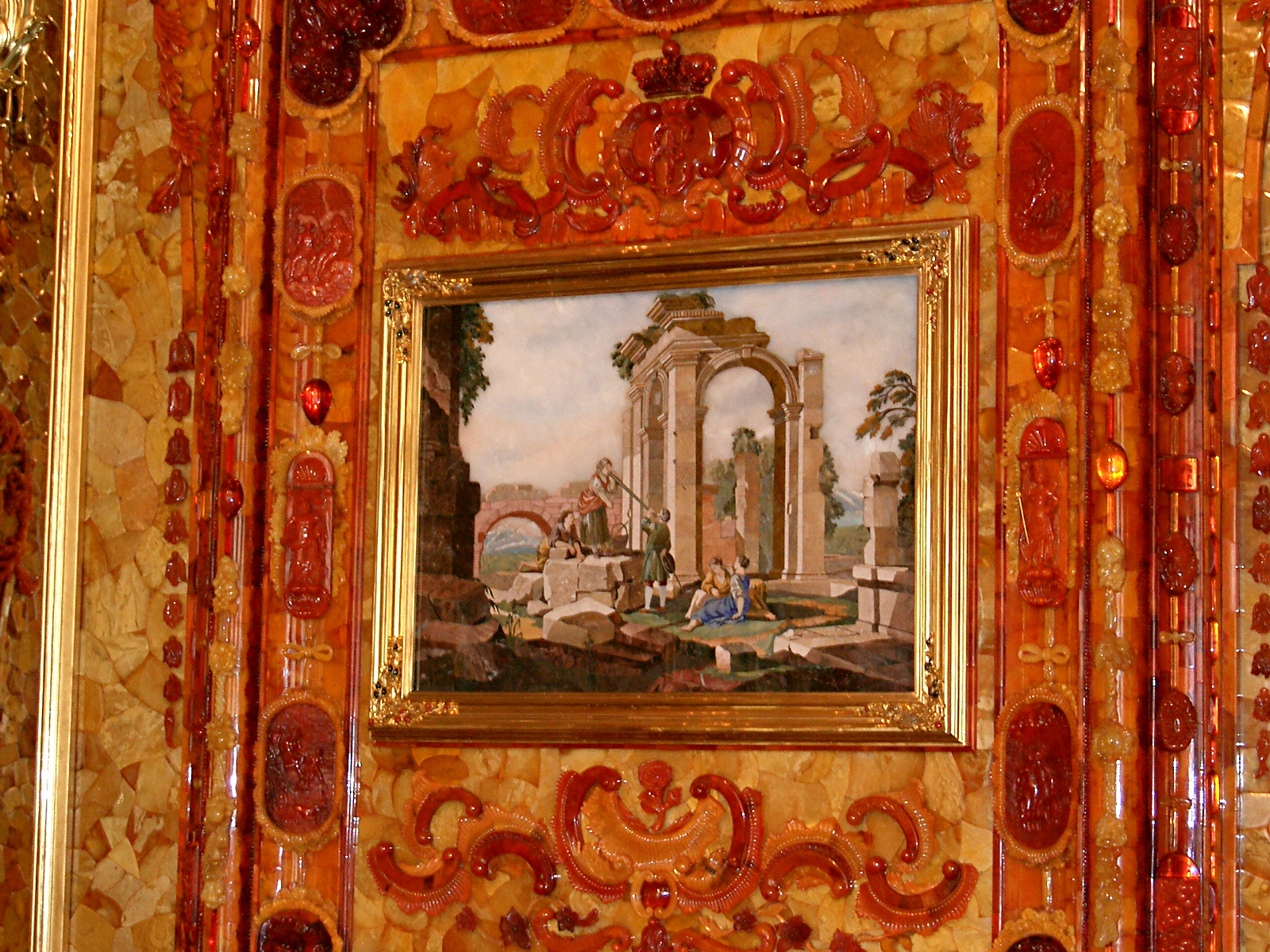
Mozaika Sluch.
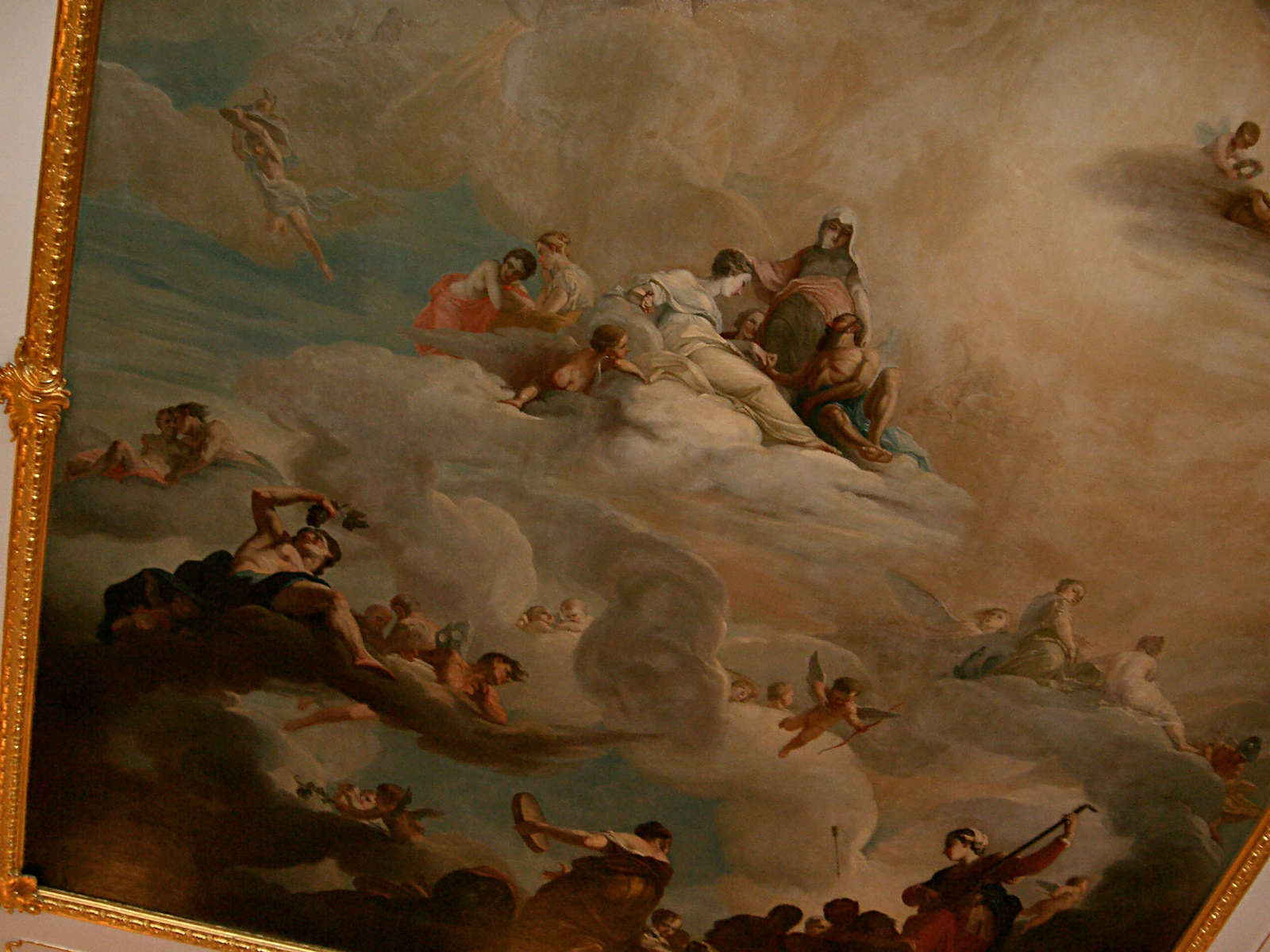
Nástropní dekorace.